# 溫病學派
溫病學派，出現於清朝的中醫學派，始於薛雪、葉天士及其門徒，流行於中國南方，著名代表有吳鞠通、王孟英等人。與傷寒學派並稱，形成中醫兩大主流。

## 歷史
溫病，這個名詞最早出現於《黃帝內經》。在《傷寒論》中也曾提及溫病，但缺少相關內容及治療方法。
金朝劉完素認為諸病皆起於火，因此擅用寒涼藥治療。
明末吳又可於其著作《溫疫論》中，認為疫病起源於戾氣，從口、鼻而入。他主張沿用劉完素的治療方法來治療溫熱病與溫疫，認為不應該採用傳統傷寒學派主張的熱性藥物。
葉天士結合之前的傳統，提出三焦辨證與治法，是溫病學派確立的開端。固守《傷寒論》的醫家，自稱為「經方派」，反對溫病學派，形成了清朝末年的中醫兩大主流。

## 代表人物
- 吳有性
- 葉天士
- 薛雪
- 吳鞠通
- 王士雄

## 代表著作
- 《溫疫論》
- 《溫熱論》
- 《濕熱條辨》
- 《溫病條辨》
- 《溫熱經緯》

## 外部連結
- 溫病 中藥方劑圖像數據庫 (香港浸會大學中醫藥學院) （中文）（英文）
- 溫病條辨 （页面存档备份，存于） 中藥方劑圖像數據庫 (香港浸會大學中醫藥學院) （中文）（英文）